# Sadanga
Sadanga (Bayan ng Sadanga) är en kommun i Filippinerna. Kommunen tillhör Bergsprovinsen och ligger på ön Luzon. Folkmängden uppgår till 8 596 invånare.
Sadanga är indelat i 8 barangayer.